# Rhynchoppia capillata
Rhynchoppia capillata är en kvalsterart som först beskrevs av Balogh 1963.  Rhynchoppia capillata ingår i släktet Rhynchoppia och familjen Suctobelbidae. Inga underarter finns listade i Catalogue of Life.